# جون وارنر باربر
جون وارنر باربر (بالإنجليزية: John Warner Barber)‏ هو مؤرخ أمريكي، ولد في 2 فبراير 1798 في أيست ويندسور في الولايات المتحدة، وتوفي في 1 يونيو 1885 في نيو هيفن في الولايات المتحدة.

## معرض صور

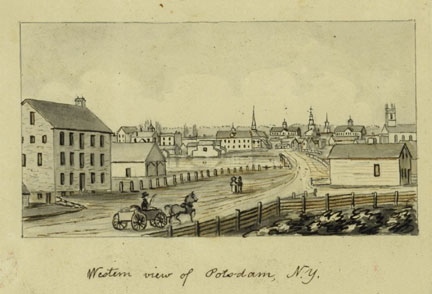
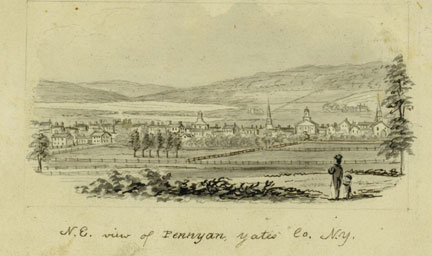
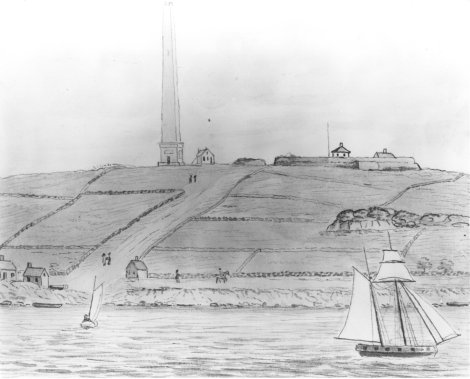
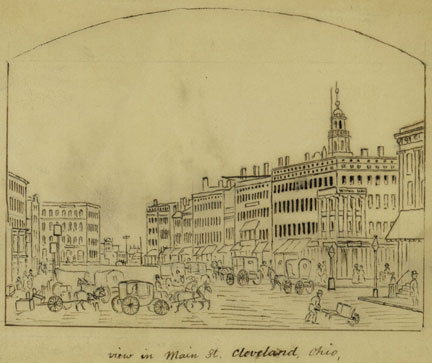
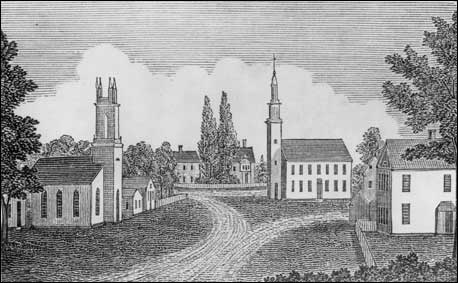